# الدوري الإسباني الدرجة الثانية ب 2011–12
الدوري الإسباني الدرجة الثانية بي 2011–12 (بالإسبانية: Segunda División B de España 2011-12)‏ هو الموسم 35 من  الدوري الإسباني الدرجة الثانية بي. أقيم خلال الفترة 21 أغسطس 2011 وحتى 24 يونيو 2012، وبمشاركة  80 فريقاً، وفاز فيه ريال مدريد كاستيا.